# Franka Batelić
Franka Batelić (Rijeka, Croacia, 7 de junio de 1992) es una cantante croata que representó a su país en el Festival de la Canción de Eurovisión 2018 con la canción «Crazy».

## Biografía
Franka Batelić empezó a cantar a los tres años de edad. De pequeña fue solista del coro infantil Minicantani que cantába y de hecho, sigue haciéndolo en muchos festivales de canciones de Croacia y de países cercanos. Consiguió dos premios en el festival de niños cantantes "Voci Nostre", al igual que en el festival de Dórica, en Osijek. Mientras Franka estudiaba en la escuela primaria, ella cantaba en el coro de "San Andrija" en Rabac. Asimismo, Franka también cantó en los festivales de gospel de Iskrica y Bonofest en Vukovar. Cuando terminó su formación en la escuela primaria musical, tocaba el piano y la guitarra.

## Carrera musical
Su carrera musical empezó en diciembre de 2007 cuando ganó el concurso "Showtime". En mayo de 2008, Franka lanzó su primer éxito en Croacia, Ruža u kamenu (Una rosa en una piedra), compuesta por Miro Buljan, Boris Đurđević y Neno Ninčević. Franka interpretó su canción en el 12º Festival de Radio de Opatija, en lo que fue su plataforma hacia el éxito. La canción se volvió muy popular en Croacia, hasta el punto de ser elegida como representante del país en el OGAE Second Chance Contest. Franka fue elegida ganadora del festval por los "eurofans" europeos, lo que hizo que Croacia fuera la anfitriona en 2009. En el año 2009, Franka participó en el DORA, la preselección croata para el Festival de la Canción de Eurovisión 2009, donde consiguió un séptimo puesto.

## Discografía

### Álbumes
| Año  | Título | Ranking |
| Año  | Título | CRO     |
| ---- | ------ | ------- |
| 2009 | Franka |         |

### Singles
| Año  | Título                    | Ranking |
| Año  | Título                    | CRO     |
| ---- | ------------------------- | ------- |
| 2007 | "Ovaj dan" Franka         | -       |
| 2008 | "Ruža u kamenu" Franka    | 4       |
| 2009 | "Pjesma za kraj" Franka   | 2       |
| 2009 | "Možda volim te" Franka   | 1       |
| 2009 | "Moje najdraže" Franka    | 1       |
| 2010 | "Na tvojim rukama" Franka | 6       |

## Vida personal
- El hermano de Franka, Nikola, también es cantante, pero de una banda de rock de Rabac.
- Entre sus hobbies se encuentran aprender idiomas y viajar. Franka habla italiano e inglés.
- En octubre de 2009, Franka ganó la cuarta temporada de Ples sa zvijezdama, la versión croata de Mira quién baila.